# Тускарора (Нью-Йорк)
Тускарора (англ. Tuscarora) — місто (англ. town) в США, в окрузі Стубен штату Нью-Йорк. Населення — 1390 осіб (2020).

## Демографія
Згідно з переписом 2010 року, у місті мешкали 1473 особи в 558 домогосподарствах у складі 412 родин. Було 669 помешкань
Расовий склад населення:
| - 97,8 % — білих - 0,3 % — корінних американців - 0,3 % — азіатів - 0,1 % — вихідців з тихоокеанських островів - 0,1 % — чорних або афроамериканців |

До двох чи більше рас належало 0,8 %. Частка іспаномовних становила 0,7 % від усіх жителів.
За віковим діапазоном населення розподілялося таким чином: 25,9 % — особи молодші 18 років, 61,9 % — особи у віці 18—64 років, 12,2 % — особи у віці 65 років та старші. Медіана віку мешканця становила 36,4 року. На 100 осіб жіночої статі у місті припадало 101,8 чоловіків;  на 100 жінок у віці від 18 років та старших — 104,7 чоловіків також старших 18 років.
Середній дохід на одне домашнє господарство  становив 55 176 доларів США (медіана — 44 856), а середній дохід на одну сім'ю — 62 925 доларів (медіана — 55 855). Медіана доходів становила 50 655 доларів для чоловіків та 33 571 долар для жінок. За межею бідності перебувало 17,1 % осіб, у тому числі 18,0 % дітей у віці до 18 років та 7,8 % осіб у віці 65 років та старших.
Цивільне працевлаштоване населення становило 548 осіб. Основні галузі зайнятості: виробництво — 31,6 %, освіта, охорона здоров'я та соціальна допомога — 20,6 %, будівництво — 11,7 %, роздрібна торгівля — 8,6 %.